# سرگئی گرانکین
سرگئی گرانکین (به انگلیسی: Sergey Grankin) (زاده ۲۱ ژانویه ۱۹۸۵) بازیکن والیبال اهل روسیه، عضو تیم ملی والیبال روسیه است.
سرگئی به همراه تیم ملی روسیه مدال طلا المپیک ۲۰۱۲ لندن و مدل برنز المپیک ۲۰۰۸ را کسب نمود.
او در ۱۹ اوت ۲۰۱۲ با نامزد خود برونا د آراجو ازدواج کرد.